# Eva-Maria Graefe
Pour les articles homonymes, voir Graefe.
Eva-Maria Graefe est une physicienne mathématique allemande qui travaille comme maître de conférences en physique mathématique à l'Imperial College London et comme chercheuse universitaire à la Royal Society. Ses recherches portent sur les atomes ultra-froids (en) et la mécanique quantique non hermitienne (en), un domaine qu'elle décrit de manière informelle comme l'étude des «trous dans les systèmes quantiques» par lesquels la dissipation dégrade leur comportement quantique,.  

## Éducation et carrière
Graefe étudie la physique à l'université technique de Kaiserslautern, y terminant son doctorat en 2009. Sa thèse, intitulée Quantum-classical correspondence for a Bose-Hubbard dimer and its non-Hermitian generalisation, a été supervisée par Hans-Jürgen Korsch.  
Elle fait des recherches postdoctorales sur le chaos quantique à l'université de Bristol avant de rejoindre l'Imperial College. Là, elle est soutenue en tant que boursière L'Oréal-UNESCO pour les femmes et la science,  avant son poste de chercheur universitaire de la Royal Society.  

## Prix et distinctions
Graefe est la lauréate 2019 du prix Anne-Bennett de la London Mathematical Society, « en reconnaissance de ses recherches exceptionnelles en théorie quantique et du rôle d'inspiration qu'elle a joué parmi les étudiantes et les chercheurs en début de carrière en mathématiques et en physique ». Le prix a cité son travail avec Hans-Jürgen Korsch sur l'approximation du champ moyen des condensats de Bose–Einstein symétriques dans le temps, son travail avec G. Demange sur les points exceptionnels des opérateurs non hermitiens, et son travail avec R. Schubert sur les limites semi-classiques de la mécanique quantique non hermitienne.  